# فرنسيس تيري
فرنسيس تيري (26 أكتوبر 1860 - 5 أكتوبر 1936) (بالإنجليزية: Francis Terry)‏ هو لاعب كريكت بريطاني وبريطاني (وحمل سابقاً جنسية المملكة المتحدة لبريطانيا العظمى وأيرلندا).